# Морозов, Артём Николаевич
Артём Никола́евич Моро́зов (29 февраля 1980, Херсон) — украинский гребец, выступает за сборную Украины по академической гребле с 2006 года. Чемпион Европы и мира, многократный победитель и призёр этапов Кубка мира, регат национального значения, участник летних Олимпийских игр в Лондоне и Рио-де-Жанейро. Заслуженный Мастер Спорта.

## Биография
Артём Морозов родился 29 февраля 1980 года в Херсоне, Украинская ССР. Активно заниматься академической греблей начал в возрасте четырнадцати лет, в разное время тренировался под руководством таких специалистов как Николай Довгань, Александр Бакарасев.
Первого серьёзного успеха добился в 1998 году, когда попал в юниорскую сборную Украины и побывал на юниорском чемпионате мира в Австрии, где в зачёте парных четырёхместных экипажей показал восьмой результат. На взрослом международном уровне дебютировал в сезоне 2006 года — в распашных восьмёрках с рулевым и занял шестнадцатое на взрослом мировом первенстве в английском Итоне. Два года спустя в парных двойках выиграл бронзу на чемпионате Европы в Афинах, уступив в финальном заезде лишь командам из Франции и Эстонии.
В 2009 году в тех же двойках Морозов был девятым на чемпионате мира в польской Познани и четвёртым на чемпионате Европы в белорусском Бресте. В следующем сезоне в той же дисциплине выступал на этапах Кубка мира, а также закрыл десятку сильнейших на первенстве Европы в португальском городе Монтемор-у-Велью. В 2012 году в Швейцарии на квалификационной регате занял второе место, где разыгрывались лицензии, после чего удостоился права защищать честь страны на летних Олимпийских играх 2012 года в Лондоне — вместе с напарником Дмитрием Михаем дошёл до утешительного финала «Б» и расположился в итоговом протоколе на одиннадцатой строке.
После лондонской Олимпиады Артём Морозов остался в основном составе украинской национальной сборной и продолжил принимать участие в крупнейших международных регатах. Так, в 2013 году он съездил на чемпионат Европы в испанскую Севилью и на чемпионат мира в корейский Чхунджу, в первом случае занял восьмое место среди одиночных лодок, во втором финишировал четвёртым среди четырёхместных. Сезон 2014 года оказался самым успешным в его карьере, последовали победы на европейском первенстве в Белграде и на мировом первенстве в Амстердаме, при этом помимо Михая в экипаж также вошли Иван Довгодько и Александр Надтока. 
За выдающиеся спортивные достижения удостоен почётного звания «Заслуженный мастер спорта Украины».